# 益昌县 (太元)
益昌县，中国古县名。
东晋太元年间，改晋寿县为益昌县。南北朝刘宋时，治所在今四川省广元市西南昭化镇，属白水郡。西魏改为京兆县。北周复改为益昌县。五代后唐同光三年（925年），改益光县。北宋初年，复改益昌县。开宝五年（972年）改为昭化县。 